# Schlacht von Gergovia
Arar – Bibracte – Elsass – Axona - Sambre – Octodurum – Avaricum – Gergovia – Lutetia – Armançon – Alesia – Uxellodunum
Die Schlacht von Gergovia fand im Jahr 52 v. Chr. als Teil des Gallischen Krieges zwischen den Römern unter Gaius Iulius Caesar und den aufständischen Galliern unter Vercingetorix bei Gergovia, der Hauptstadt der gallischen Arverner statt, die von den Römern belagert wurde. Ergebnis war ein Sieg der Gallier, deren Aufstand Caesar erst nach der Schlacht um Alesia niederschlagen konnte.

## Vorgeschichte
Die Römer fielen im Jahr 58 v. Chr. in das südliche Gallien ein. Kommandeur des römischen Heeres war Gaius Iulius Caesar, dem sich hier die Möglichkeit bot, durch einen militärischen Erfolg seine politische Karriere voranzubringen. Die römischen Militärerfolge stellten sich sehr rasch ein und die Römer drangen in den Folgejahren bis nach Britannien vor. Doch im 52 v. Chr. vereinigten sich die Gallier unter Vercingetorix und erhoben sich gegen Rom. In den ersten Tagen des Krieges fielen dem gallischen Stamm der Karnuten römische Kaufleute in Cenabum (Orléans) zum Opfer. Die Aufständischen bedrohten die Gallia Narbonensis. Caesar, der sich in Italien aufhielt, hob Truppen aus und ging gegen die aufständischen Gallier vor. Mit seiner Strategie der verbrannten Erde versuchte Vercingetorix die Römer vom Nachschub abzuschneiden. Im Gebiet der Biturigen wurden zwanzig im Umkreis von Caesars Armee gelegene Dörfer niedergebrannt. Doch den Römern gelang die Einnahme der Stadt Avaricum (Bourges), in der sie sich die reichlich vorhandenen Vorräte sicherten.

## Belagerung

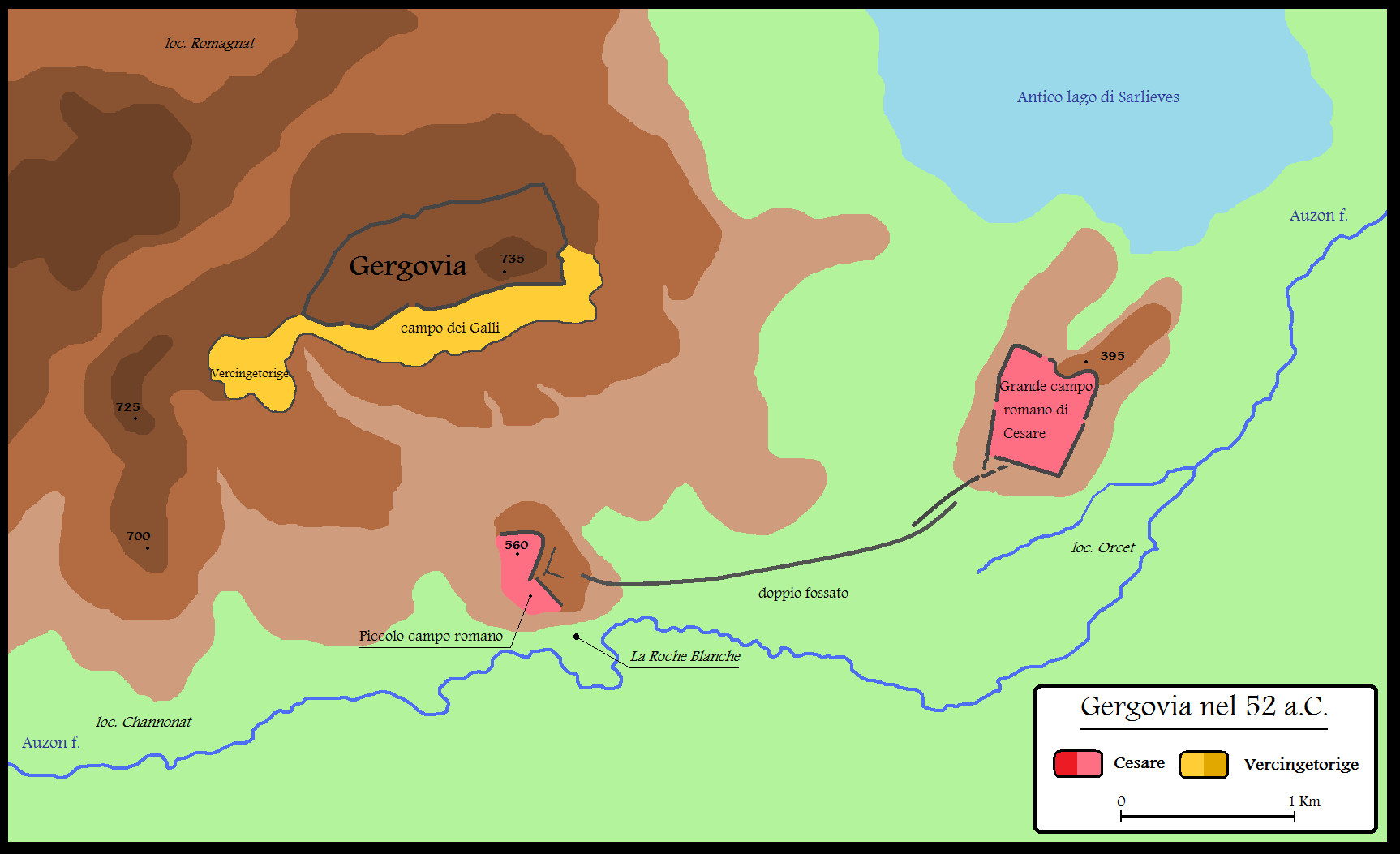
Die Schlacht von Gergovia im Jahr 52 v. Chr. (1. Phase/Auftakt)

Nach der Niederlage bei Avaricum zog sich Vercingetorix mit seinem Heer nach Gergovia zurück, in die Hauptstadt der Arverner. Die Stadt war auf einem Hügel gelegen und gut befestigt, konnte also leicht verteidigt werden. Die Gallier schafften es noch rechtzeitig vor der Ankunft Caesars, sich in der Festung zu verschanzen. Vercingetorix hatte jetzt einen strategischen Vorteil und ließ seine Truppen hin und wieder den römischen Belagerungsring attackieren. Da die Gallier von dem Hügel aus angriffen, von dem sie auch eine gute Übersicht über das römische Lager hatten, waren sie bei jedem Angriff geländetechnisch im Vorteil.

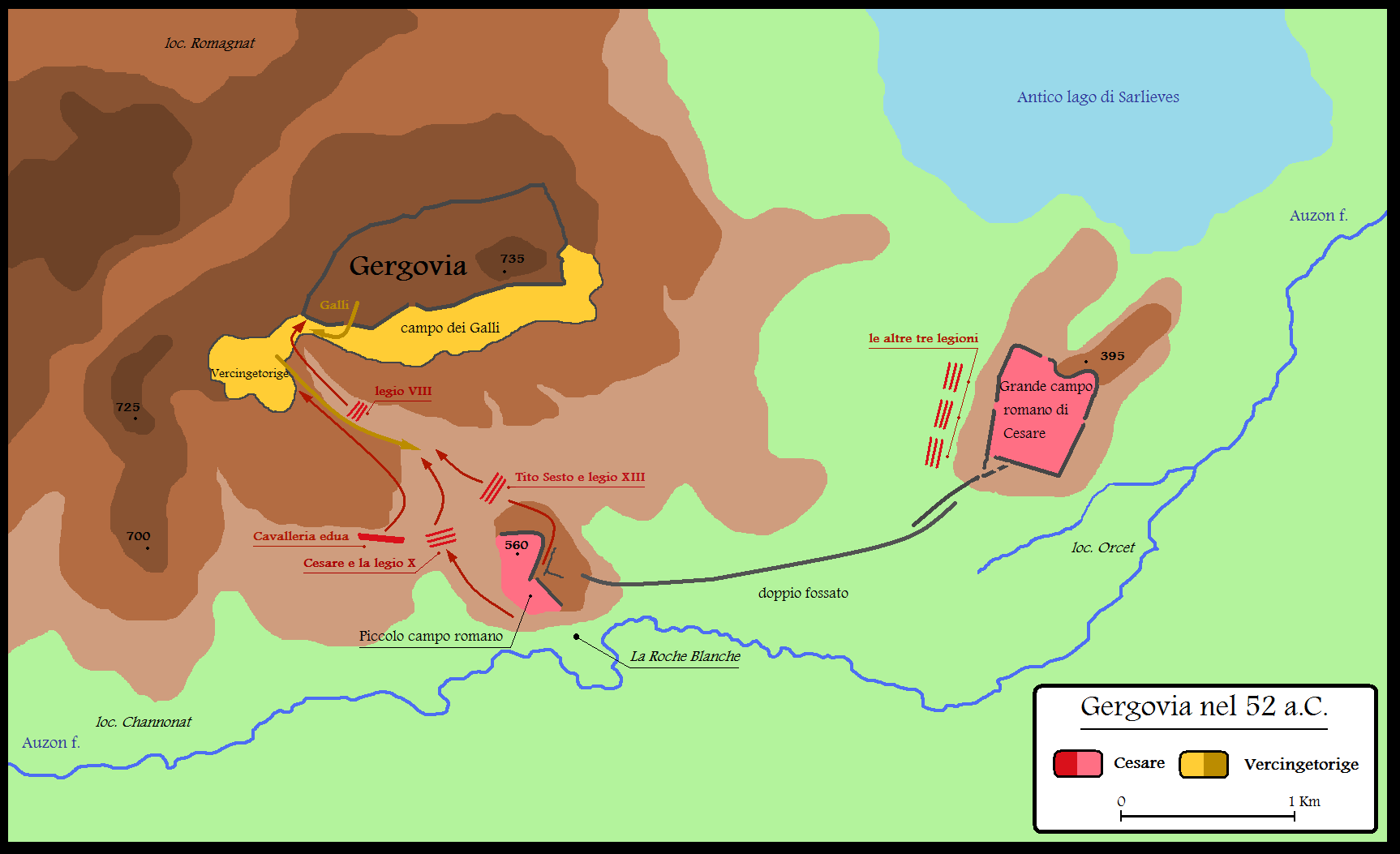
Die Schlacht von Gergovia im Jahr 52 v. Chr. (2. Phase)

Während der Belagerung entstand ein neues, gefährliches Problem für Caesar: Gemeinsam mit einigen anderen Anführern fiel Litaviccus, ein Anführer der Haeduer, die bis dahin treu zu den Römern gehalten hatten, von den Römern ab und schloss sich dem Aufstand des Vercingetorix an. Angeblich waren die Aufrührer bestochen worden. Um seine Truppen für den Aufstand gegen die Römer zu gewinnen, erzählte Litaviccus ihnen von einem angeblichen Mord an haeduischen Reitern, die Caesar habe hinrichten lassen. Nach einem Gewaltmarsch schaffte Caesar es aber zunächst, die Haeduer zu besänftigen, indem er ihnen die angeblich ermordeten Reiter lebend präsentierte und Litaviccus so als Lügner enttarnte.
Nach der Rückkehr Caesars zu seinem Lager bei Gergovia kam es zu mehreren schweren Zusammenstößen mit den Truppen des Vercingetorix. Schließlich musste Caesar sich zurückziehen, da aufständische Haeduer die in ihrem Gebiet liegende Stadt Noviodunum angegriffen hatten, in der die Römer ihren Proviant und die gallischen Geiseln untergebracht hatten.